# Wagener Stadium
Wagener Stadium er en multihal i Amstelveen, Amsterdam, Holland. Der er plads til 9.000 tilskuere. Den bruges pt. mest til hockey og husede bl.a. kampe ifbm VM i hockey 1973.
Komplekset blev bygget af Amsterdam Hockey & Bandy Club (AHBC) i 1938 og navngivet til ære for dets præsident Joop Wagener senior (1881-1945). Siden 1980 har komplekset dog tilhørt det Hollandske Hockeyforbund ("Koninklijke Nederlandse Hockey Bond") da AHBC i 1970'erne ikke længere havde råd til at drive hallen.
52°19′12″N 4°51′13″Ø / 52.32000°N 4.85361°Ø